# Puchar Polski w piłce siatkowej mężczyzn (1984/1985)
Puchar Polski w piłce siatkowej mężczyzn 1984/1985 – 28. sezon rozgrywek o siatkarski Puchar Polski, rozgrywany od 1932 roku.

## Klasyfikacja końcowa
| Miejsce | Drużyna                |
| ------- | ---------------------- |
| 1.      | Płomień Milowice       |
| 2.      | Resursa Łódź           |
| 3.      | Beskid Andrychów       |
| 4.      | Stal Stocznia Szczecin |